# Campeonato Peruano de Fútbol de 1961
El Campeonato Peruano de Fútbol de 1960, denominado como «XLV Campeonato Profesional», fue la edición número 45 de la Primera División del Perú.  Se jugó desde el 5 de agosto de 1961 hasta el 6 de enero de 1962. Esta fue la última edición donde estuvo a cargo la Asociación Central de Fútbol (ACF).
El ganador del torneo fue el Sporting Cristal, que clasificó por primera vez a la Copa de Campeones de América; mientras que el Mariscal Sucre perdió la categoría al terminar en la última posición.
El delantero Alberto Gallardo, de apenas 21 años, se consagró el máximo anotador del campeonato con 18 goles anotados.

## Formato
El torneo se jugó a dos ruedas con enfrentamientos de ida y vuelta de todos contra todos. El primero de la tabla iba clasificado a la Copa de Campeones de América 1962, si dos equipos quedaban empatados en el primer lugar, el campeón se definiría en partido extra. Para el descenso, el último de la tabla general perdía la categoría.
Se otorgaba dos puntos por partido ganado, un punto por partido empatado y ninguno por partido perdido.

## Ascensos y descensos
| Posición | Ascendido de Segunda División 1960 |
| -------- | ---------------------------------- |
| 1º       | Defensor Lima                      |

| Posición | Descendido de Primera División 1960 |
| -------- | ----------------------------------- |
| 10º      | Mariscal Castilla                   |

## Equipos participantes
| Club                      | Ciudad | Entrenador        |
| ------------------------- | ------ | ----------------- |
| Alianza Lima              | Lima   | Jaime de Almeida  |
| Atlético Chalaco          | Callao | Juan Valdivieso   |
| Centro Iqueño             | Lima   | Miguel Ortega     |
| Ciclista Lima             | Lima   | Alejandro Heredia |
| Defensor Lima             | Lima   | Adelfo Magallanes |
| Deportivo Municipal       | Lima   | Roberto Drago     |
| Mariscal Sucre            | Lima   | Juan Bulnes       |
| Sport Boys                | Callao | Marcos Calderón   |
| Sporting Cristal          | Lima   | Juan Honores      |
| Universitario de Deportes | Lima   | Segundo Castillo  |

## Tabla de posiciones
| Posición | Equipo                    | PJ | PG | PE | PP | GF | GC | DG  | Ptos |
| -------- | ------------------------- | -- | -- | -- | -- | -- | -- | --- | ---- |
| 1°       | Alianza Lima              | 18 | 11 | 4  | 3  | 38 | 16 | +22 | 26   |
| 2°       | Sporting Cristal          | 18 | 12 | 2  | 4  | 34 | 21 | +13 | 26   |
| 3°       | Centro Iqueño             | 18 | 9  | 2  | 7  | 35 | 34 | +1  | 20   |
| 4°       | Universitario de Deportes | 18 | 6  | 7  | 5  | 34 | 26 | +8  | 19   |
| 5°       | Deportivo Municipal       | 18 | 8  | 3  | 7  | 35 | 32 | +3  | 19   |
| 6°       | Defensor Lima             | 18 | 6  | 5  | 7  | 25 | 28 | -3  | 17   |
| 7°       | Atlético Chalaco          | 18 | 6  | 3  | 9  | 21 | 29 | -8  | 15   |
| 8°       | Sport Boys                | 18 | 4  | 7  | 7  | 12 | 20 | -8  | 15   |
| 9°       | Ciclista Lima             | 18 | 5  | 2  | 11 | 19 | 32 | -13 | 12   |
| 10°      | Mariscal Sucre            | 18 | 4  | 3  | 11 | 23 | 38 | -15 | 11   |

PJ = Partidos jugados; PG = Partidos ganados; PE = Partidos empatados; PP = Partidos perdidos; GF = Goles a favor ; GC = Goles en contra; DG = Diferencia de goles; Pts = Puntos
|  | Desempate por el título            |
|  | Descendido a Segunda División 1962 |

## Resultados
Teams play each other once, either home or away. All matches were played in Lima and Callao.
| Local \ Visitante   | ALI | CHA | IQU | CIC | DLI | MUN | MSU | SBA | CRI | UNI |
| ------------------- | --- | --- | --- | --- | --- | --- | --- | --- | --- | --- |
| Alianza Lima        |     | 0–1 | 3–0 | 4–1 | 5–1 | 2–1 | 2–0 | 4–0 | 0–1 | 1–1 |
| Atlético Chalaco    | 2–3 |     | —   | —   | —   | —   | —   | 2–0 | 1–3 | 0–3 |
| Centro Iqueño       | 2–6 | —   |     | —   | —   | —   | —   | 1–0 | 3–2 | 0–3 |
| Ciclista Lima       | 0–1 | 2–1 | —   |     | —   | —   | —   | 0–0 | 2–3 | 0–3 |
| Defensor Lima       | 0–0 | —   | —   | —   |     | —   | —   | 0–0 | 0–2 | 2–1 |
| Deportivo Municipal | 0–0 | —   | —   | —   | —   |     | —   | 0–0 | 0–3 | 3–1 |
| Mariscal Sucre      | 1–3 | —   | —   | —   | —   | —   |     | 0–1 | 2–2 | 4–4 |
| Sport Boys          | 1–2 | 2–0 | 3–3 | 0–2 | 1–1 | 0–2 | 3–2 |     | 0–1 | 0–0 |
| Sporting Cristal    | 2–1 | 2–4 | 2–0 | 0–2 | 1–0 | 5–3 | 1–0 | 0–1 |     | 1–1 |
| Universitario       | 1–1 | 2–0 | 3–1 | 2–0 | 1–1 | 4–5 | 3–4 | 0–0 | 1–3 |     |

## Partido extra
Se jugó un partido extra entre los clubes Sporting Cristal y Alianza Lima ya que estaban igualados en puntaje tras culminar todas las jornadas del Campeonato Profesional. El encuentro fue favorable al Sporting Cristal, obteniendo su segundo título de Primera División y clasificando a la Copa de Campeones de América 1962.

| 6 de enero de 1962 | Sporting Cristal                                  | 2:0 (1:0) | Alianza Lima | Estadio Nacional, Lima                                  |                                                         |
|                    | Alberto Ramírez 32' · Alberto Gallardo 82' (pen.) | Reporte   |              | Asistencia: 38.845 espectadores Árbitro(s): Juan Brozzi | Asistencia: 38.845 espectadores Árbitro(s): Juan Brozzi |

| 1  | POR | Reynaldo Párraga    |     |
| 2  | DEF | Eloy Campos         | 90' |
| 3  | DEF | Orlando de La Torre |     |
| 4  | DEF | Roberto Elías       |     |
| 5  | MED | Matías Quintos      |     |
| 6  | MED | Anselmo Ruíz        |     |
| 7  | DEL | José del Castillo   |     |
| 8  | DEL | Alberto Ramírez     |     |
| 9  | DEL | Alberto Gallardo    |     |
| 10 | DEL | Nicolás Nieri       | 85' |
| 11 | DEL | Faustino Delgado    |     |
| DT | DT  | Juan Honores        |     |

| 1  | POR | Rodolfo Bazán     |     |
| 2  | DEF | José Galván       |     |
| 3  | DEF | Wantuil           |     |
| 4  | DEF | Lorenzo Flores    | 86' |
| 5  | MED | Adolfo Donayre    |     |
| 6  | MED | Juan de la Vega   |     |
| 7  | DEL | Víctor Zegarra    |     |
| 8  | DEL | Manuel Grimaldo   | 85' |
| 9  | DEL | Eduardo Flores    |     |
| 10 | DEL | Jorge Cabanillas  |     |
| 11 | DEL | Guillermo Gamarra |     |
| DT | DT  | Jaime de Almeyda  |     |

|  | 32' | Alberto Ramírez  |
|  | 82' | Alberto Gallardo |

| 1  | POR | Reynaldo Párraga    |     |
| 2  | DEF | Eloy Campos         | 90' |
| 3  | DEF | Orlando de La Torre |     |
| 4  | DEF | Roberto Elías       |     |
| 5  | MED | Matías Quintos      |     |
| 6  | MED | Anselmo Ruíz        |     |
| 7  | DEL | José del Castillo   |     |
| 8  | DEL | Alberto Ramírez     |     |
| 9  | DEL | Alberto Gallardo    |     |
| 10 | DEL | Nicolás Nieri       | 85' |
| 11 | DEL | Faustino Delgado    |     |
| DT | DT  | Juan Honores        |     |

| 1  | POR | Rodolfo Bazán     |     |
| 2  | DEF | José Galván       |     |
| 3  | DEF | Wantuil           |     |
| 4  | DEF | Lorenzo Flores    | 86' |
| 5  | MED | Adolfo Donayre    |     |
| 6  | MED | Juan de la Vega   |     |
| 7  | DEL | Víctor Zegarra    |     |
| 8  | DEL | Manuel Grimaldo   | 85' |
| 9  | DEL | Eduardo Flores    |     |
| 10 | DEL | Jorge Cabanillas  |     |
| 11 | DEL | Guillermo Gamarra |     |
| DT | DT  | Jaime de Almeyda  |     |

|  | 32' | Alberto Ramírez  |
|  | 82' | Alberto Gallardo |

|                             |
| Campeón                     |
| Sporting Cristal 2.º título |

## Goleadores
| Jugador          | Equipo              | Goles |
| ---------------- | ------------------- | ----- |
| Alberto Gallardo | Sporting Cristal    | 18    |
| Óscar Montalvo   | Deportivo Municipal | 15    |
| Hugo Arroé       | Defensor Lima       | 13    |
| Eduardo Flores   | Alianza Lima        | 13    |
| Juan Biselach    | Centro Iqueño       | 12    |
| Nemesio Mosquera | Deportivo Municipal | 11    |
| Héctor Valle     | Mariscal Sucre      | 11    |
| Alberto Ramírez  | Sporting Cristal    | 10    |